# Сельское поселение Липовское (Вологодская область)
Сельское поселение Липовское — сельское поселение в составе Кирилловского района Вологодской области. Центр — село Вогнема.
Образовано 1 января 2006 года в соответствии с Федеральным законом № 131 «Об общих принципах организации местного самоуправления в Российской Федерации», в состав сельского поселения вошёл Липовский сельсовет.
По данным переписи 2010 года население — 1115 человек.

## География
Расположено на западе района. Граничит:
- на востоке с Коварзинским и Ферапонтовским сельскими поселениями,
- на юге с городским поселением Кириллов и Горицким сельским поселением,
- на западе с рекой Шексной (на другом берегу Глушковское сельское поселение Белозерского района) и Белым озером.
- на севере с Липиноборским сельским поселением Вашкинского района.

## История
В 1999 году был утверждён список населённых пунктов Вологодской области. Согласно этому списку в состав Липовского сельсовета входили 28 населённых пунктов, центром сельсовета была деревня Пеньково.
22 ноября 2000 года центр сельсовета был перенесён в село Вогнема. В тот же день в сельсовете была зарегистрирована новая деревня Тимонино.
1 января 2006 года в соответствии с Федеральным законом № 131 «Об общих принципах организации местного самоуправления в Российской Федерации» создано Липовское сельское поселение, в которое вошёл Липовский сельсовет.

## Населённые пункты
В состав сельского поселения входят 28 населённых пунктов, в том числе
23 деревни,
3 местечка,
1 посёлок,
1 село.
| Населённый пункт        | ОКАТО          | Рег. номер | Расстояние до районного центра, км | Координаты                      |
| ----------------------- | -------------- | ---------- | ---------------------------------- | ------------------------------- |
| деревня Алексеевская    | 19 228 844 002 | 4048       | 23                                 | 59°57′48″ с. ш. 38°08′36″ в. д. |
| деревня Амосово         | 19 228 844 003 | 4049       | 22                                 | 59°58′06″ с. ш. 38°09′18″ в. д. |
| деревня Бабичево        | 19 228 844 004 | 4050       | 17                                 | 59°56′33″ с. ш. 38°21′15″ в. д. |
| деревня Большое Дивково | 19 228 844 005 | 4051       | 19                                 | 59°58′05″ с. ш. 38°11′21″ в. д. |
| деревня Бутово          | 19 228 844 006 | 4052       | 14                                 |                                 |
| деревня Великий Двор    | 19 228 844 007 | 4053       | 17                                 | 59°56′22″ с. ш. 38°19′56″ в. д. |
| деревня Власово         | 19 228 844 008 | 4054       | 12                                 | 59°55′30″ с. ш. 38°15′49″ в. д. |
| село Вогнема            | 19 228 844 001 | 4055       | 22                                 | 59°58′37″ с. ш. 38°09′31″ в. д. |
| деревня Горка           | 19 228 844 010 | 4056       | 17                                 | 59°56′30″ с. ш. 38°22′51″ в. д. |
| деревня Горяйново       | 19 228 844 011 | 4057       | 7                                  | 59°54′25″ с. ш. 38°22′56″ в. д. |
| деревня Добрилово       | 19 228 844 012 | 4058       | 2                                  | 59°52′56″ с. ш. 38°20′15″ в. д. |
| деревня Жохово          | 19 228 844 013 | 4059       | 14                                 | 59°56′44″ с. ш. 38°18′46″ в. д. |
| деревня Зуево           | 19 228 844 014 | 4060       | 5                                  | 59°53′29″ с. ш. 38°21′38″ в. д. |
| местечко Кнутово        | 19 228 844 015 | 4061       | 13                                 | 59°55′56″ с. ш. 38°19′28″ в. д. |
| посёлок Косино          | 19 228 844 016 | 4062       | 23                                 | 59°59′24″ с. ш. 38°09′45″ в. д. |
| деревня Кузнецово       | 19 228 844 018 | 4064       | 20                                 |                                 |
| деревня Кузьминка       | 19 228 844 017 | 4063       | 18                                 | 59°57′01″ с. ш. 38°19′28″ в. д. |
| деревня Кулига          | 19 228 844 019 | 4065       | 3                                  | 59°53′15″ с. ш. 38°20′43″ в. д. |
| деревня Липово          | 19 228 844 020 | 4066       | 13                                 | 59°55′11″ с. ш. 38°21′23″ в. д. |
| деревня Миняево         | 19 228 844 021 | 4067       | 5                                  | 59°54′16″ с. ш. 38°21′59″ в. д. |
| деревня Новодевичье     | 19 228 844 022 | 4068       | 25                                 | 59°57′20″ с. ш. 38°07′31″ в. д. |
| деревня Пачево          | 19 228 844 023 | 4069       | 18                                 | 59°57′44″ с. ш. 38°11′45″ в. д. |
| деревня Пеньково        | 19 228 844 029 | 4047       | 12                                 | 59°55′14″ с. ш. 38°19′45″ в. д. |
| деревня Погорелово      | 19 228 844 024 | 4070       | 7                                  | 59°53′47″ с. ш. 38°19′33″ в. д. |
| деревня Приозерье       | 19 228 844 025 | 4071       | 10                                 | 59°54′42″ с. ш. 38°18′25″ в. д. |
| местечко Пустынь        | 19 228 844 026 | 4072       | 18                                 | 59°59′00″ с. ш. 38°17′39″ в. д. |
| местечко Стародевичье   | 19 228 844 027 | 4073       | 24                                 |                                 |
| деревня Тимонино        | 19 228 844 030 | 8283       |                                    |                                 |

### Упразднённые населённые пункты
27 февраля 2021 года упразднена деревня Степановская.
| Населённый пункт     | ОКАТО          | Рег. номер | Расстояние до районного центра, км | Координаты                      |
| -------------------- | -------------- | ---------- | ---------------------------------- | ------------------------------- |
| деревня Степановская | 19 228 844 028 | 4074       | 18                                 | 59°57′16″ с. ш. 38°12′13″ в. д. |

## Экономика
На территории сельского поселения расположены:
- БУ СО ВО «Вогнемский дом социального обслуживания» — м. Стародевичье[7].
- Паромная переправа через Шексну.
- Библиотека, клуб[8], школа[9], почтовое отделение[10] — с. Вогнема.
- Детский сад — п. Косино[11].

## Церкви
На территории современного местечка Пустынь расположена Нило-Сорская пустынь, основанная в XV веке. В частично перестроенных помещениях пустыни функционирует психоневрологический интернат.
В Вогнеме в 1818 году «усердием бывшего прихожанина флота капитан-лейтенанта Павла Афанасиева Игнатьева с помощью прочих прихожан» была построена каменная церковь Рождества Богородицы с колокольней.
Церковь является действующей.
К Вогнемской церкви была приписана деревянная церковь в честь Положения ризы Пресвятой Богородицы, построенная в 1485 году в деревне Бородава. При строительстве Волго-Балтийской водной системы село Бородава попало в зону затопления, церковь была перенесена на территорию Кирилло-Белозерского музея. Иконостас церкви был вывезен в музей Андрея Рублёва, со временем все 19 икон вернулись в Кириллов. На сегодняшний день церковь является самым старым точно датированным сохранившимся памятником русского деревянного зодчества.
В 1822 году была построена каменная Соровская Вознесенская церковь с колокольней. Она расположена на территории современного местечка Кнутово. В 1938 году церковь была переоборудована под клуб.

## География

### Климат
В окрестностях Вогнемы умеренно континентальный климат лесной зоны с умеренно-тёплым, увлажнённым коротким летом, продолжительно холодной зимой, сырой осенью и неустойчивым режимом погоды.
Среднегодовое количество атмосферных осадков 667,6 мм в год, испарение — 350—400 мм в год, более 55 % количества осадков выпадает в течение вегетационного периода. В зимнее время осадки выпадают в виде снега. Мощность снегового покрова достигает 60 см. Осенью, зимой и весной осадки выпадают в виде обложных, нередко длительных дождей или снегопадов. Наиболее мощны ливни в летний период. Среднегодовая относительная влажность — 79 %. Средняя скорость ветра 3,9 м/сек.
Ветры разной силы, от полного штиля до шторма. Преобладающие направления — западное и юго-западное. Осенью и зимой особенно часты циклоны.
Средняя годовая температура воздуха +3,1 °C; продолжительность вегетационного периода (с начала мая до конца сентября) 150 дней.

### Рельеф
Территория является частью Белозерско-Кирилловской гряды. Рельеф холмисто-моренный. Холмы и гряды окружены лощинами, образующими впадины, занятые озёрами или болотами. Максимальная высота — 170 м над уровнем моря — достигается в окрестности д. Степановская.

### Гидрогеография
Реки в регионе относятся к бассейну Волги. Основные реки: Шексна, Бородава (левый приток Шексны), Сора (левый приток Бородавы). Питание рек и озёр происходит в основном за счёт осадков, а также грунтовых вод.
Долина Шексны чрезвычайно ровная, она расширяется в межгрядовых понижениях и сужается в местах пересечения Белозерско-Кирилловских гряд. Около Вогнемы долина сужена. Пойма выражена слабо, прирусловая часть ровная, со слабо выраженным береговым валом. В стороны от прирусловой поймы тянется полоса заболоченных лесов и разнотравных низинных лугов. Ледовый покров на реке держится около 160 дней. Река замерзает обычно в конце октября или начале ноября, через 10-15 дней после понижения среднесуточной температуры ниже 0 °C. Ледяной покров имеет толщину от 40 см до 1 м.
Река Бородава начинается в озере Бородаевском. Она получает питание из болот и содержит много органических кислот, которые придают воде темноватый оттенок и снижают её прозрачность. Сора берёт начало в озере Соровском. К поймам рек Бородавы и Соры приурочены небольшие болота. В понижениях, особенно вблизи болот, грунтовые воды подходят близко к поверхности. Грунтовые воды в районе жёсткие.

### Почвы
Почвообразующие породы — карбонатные валунные суглинки и грубые пески. Почвы подзолистые, дерново-подзолистые, болотно-подзолистые, болотные, дерново-глеевые, пойменные аллювиальные.
Подзолистые почвы распространены на склонах увалов и на хорошо дренированных водоразделах под хвойными лесами с моховым и мохово-кустарничковым покровом. Подзолы относятся к числу бедных, однако, вследствие благоприятного водно-воздушного режима, обладают сравнительно хорошими лесорастительными свойствами.
Дерново-подзолистые почвы встречаются небольшими участками в хорошо дренированных местах под хвойно-лиственными мохово-травянистыми лесами. Дерновые почвы формируются только под травянистой растительностью, в местах неглубокого залегания карбонатных мореных отложений. Болотные и болотно-подзолистые почвы широко распространены, дерново-карбонатные встречаются небольшими участками — под ельниками-кисличниками, редко встречаются дерново-глеевые и пойменные аллювиальные почвы. Дерново-подзолистые и дерново-глеевые почвы заняты пахотными угодьями, местами они сильно завалунены.
В 1980 году были завершены работы по осушению земель восточнее села Вогнема на площади 264 га. Параллельно с мелиорацией был произведён подсев трав, дренаж, одернёвка, проложены дороги.

### Растительность
На территории распространены мелколиственные леса (берёзовые, осиновые, сероольховые), реже еловые, образующие отдельные, местами крупные массивы. Встречаются ягодниковые елово-берёзовые леса с травяным покровом, заболоченные (осоково-хвощевые) ельники. Сосновые леса (зеленомошные или сфагновые) встречаются реже, главным образом в окрестностях болот.
На лугах с избыточным увлажнением представлены мелкие злаки (полевица тонкая, трясунка, мятлик луговой, луговик дернистый) и влаголюбивое разнотравье. Реже встречаются крупные злаки. На переходных болотах растет сосна обыкновенная высотой 10-12 м. Кустарниковый ярус в большинстве случаев отсутствует. В травяно-кустарничковом ярусе большое участие принимают кустарники: багульник болотный, голубика обыкновенная, черника обыкновенная, клюква обыкновенная. Травянистые растения: пушица влагалищная, пушица многоколосковая и др.